# Marco Julián Mena Rojas
Marco Julián Mena Rojas (La Palmera, San Carlos, 3 de noviembre de 1989) es un futbolista costarricense que se desempeña como delantero y actualmente milita en la Inter de San Carlos de la Segunda División de Costa Rica.

## Clubes
| Club                | País       | Año         |
| ------------------- | ---------- | ----------- |
| San Carlos          | Costa Rica | 2007 - 2011 |
| Belén Fútbol Club   | Costa Rica | 2011 - 2013 |
| San Carlos          | Costa Rica | 2014 - 2017 |
| Municipal Liberia   | Costa Rica | 2017        |
| San Carlos          | Costa Rica | 2018 - 2025 |
| Inter de San Carlos | Costa Rica | 2025 - Act. |

## Palmarés

### Títulos nacionales
| Título                         | Equipo                          | País       | Año     |
| ------------------------------ | ------------------------------- | ---------- | ------- |
| Segunda División de Costa Rica | Asociación Deportiva San Carlos | Costa Rica | 2015-16 |
| Segunda División de Costa Rica | Asociación Deportiva San Carlos | Costa Rica | 2017-18 |
| Primera División de Costa Rica | Asociación Deportiva San Carlos | Costa Rica | 2019    |